# YWCA
YWCA (em inglês: Young Women's Christian Association) (em português: Associação Cristã de Mulheres Jovens) é uma organização social orientada ao desenvolvimento de oportunidades para as mulheres em relação a postos de poder e liderança, YWCA não discrimina por motivos raciais ou de gênero. A primeira destas organizações foi criada no Reino Unido. Hoje em dia a organização matriz está localizada em Genebra, Suíça, e tem delegações por todo mundo, com ligeiras variações em seus programas.
Trata-se da maior organização de mulheres no mundo, e a segunda mais antiga do seu género, ultrapassada apenas pela Relief Society.

## História
A história da YWCA remonta a 1855, quando a filantropa Lady Mary Jane Kinnaird fundou o North London Home para enfermeiras que viajavam de ou para a Guerra da Crimeia. O lar atendia às necessidades de mulheres solteiras que chegavam de áreas rurais para ingressar na força de trabalho industrial em Londres, oferecendo moradia, educação e apoio com uma "atmosfera cristã acolhedora". A organização de Kinnaird se fundiu com a União de Oração, iniciada pela evangelista Emma Robarts em 1877.
A YWCA australiana foi formada em 1880, quando Mary Jane Barker organizou a reunião inicial em Sydney. Ann Alison Goodlet tornou-se sua primeira presidente, servindo até 1903.
Em 1884, a YWCA foi reestruturada. Até então, Londres tinha uma organização quase separada, mas agora havia uma organização YWCA. Abaixo dela, havia equipes e presidentes separados para Londres, Inglaterra e País de Gales, Escócia, Irlanda, "Estrangeiros" e Colonial e Missionário. Essa organização distribuía textos e literatura cristãos, mas também entrevistava jovens mulheres em um esforço para melhorar as condições de vida. Em 1884, elas trabalhavam entre pescadoras escocesas, publicavam sua própria revista e operavam um restaurante feminino em Londres.
A YWCA Mundial foi fundada em 1894, tendo como países fundadores os EUA, a Grã-Bretanha, a Noruega e a Suécia.

A primeira conferência mundial da YWCA foi realizada em 1898 em Londres, com 326 participantes de 77 países de todo o mundo.

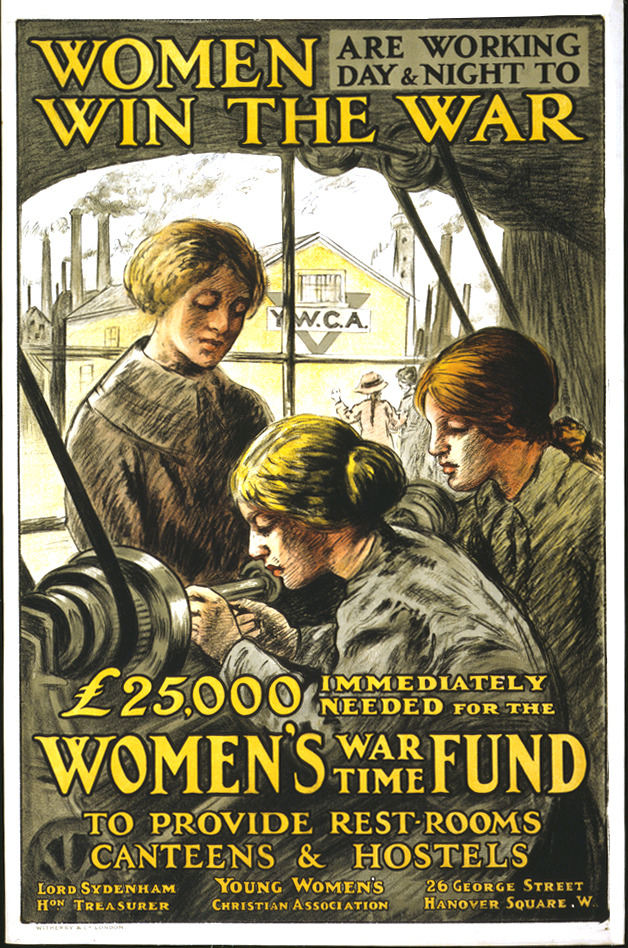
Mulheres de YWCA durante a Primeira Guerra Mundial.

### Século XX
No início do século XX, iniciou-se uma mudança dentro da YWCA. Embora a industrialização tenha sido uma preocupação fundamental da associação, esta buscava principalmente evangelizar e proteger as mulheres moral e socialmente das consequências da vida urbana. Mas o movimento socialista emergente começou a afetar esses objetivos. O primeiro sinal disso foi durante a Conferência Mundial da YWCA de 1910, em Berlim, quando uma resolução foi aprovada, contra considerável oposição, exigindo que a associação estudasse os problemas sociais e industriais e educasse as mulheres trabalhadoras sobre as "medidas sociais e a legislação promulgada em seu benefício". Com o tempo, os ativistas bem organizados conseguiram assumir o controle da YWCA, descartar seus propósitos originais e empregá-la como parte de seu próprio movimento. Em 1920, o processo estava completo, e a YWCA tornou-se uma organização amplamente secular, exceto no nome, com vínculos com grupos do Evangelho Social.
Até 1930, a sede da YWCA Mundial ficava em Londres. O comitê executivo era inteiramente britânico, com um Secretário-Geral americano. Essa política resultou em uma lente resolutamente anglocêntrica através da qual a associação via o mundo. Em 1930, no entanto, a sede da YWCA Mundial foi transferida para Genebra, Suíça, a mesma cidade da recém-formada Liga das Nações. Isso foi simbólico do impulso para se tornar uma associação mais diversa e também para cooperar plenamente com outras organizações em Genebra (como o Comitê Internacional da Cruz Vermelha, a Federação Mundial de Estudantes Cristãos e a YMCA).

### Segunda Guerra Mundial
Em vários países, particularmente no Leste da Europa, as YWCA foram suprimidas e dissolvidas. Contudo, em toda a Europa ocupada, as mulheres trabalharam para construir sistemas de apoio para os seus vizinhos e refugiados.
Pouco depois do fim da guerra, a YWCA trabalhou para fortalecer os laços das mulheres em todo o mundo, realizando a primeira reunião do Conselho Mundial em quase uma década em Hangzhou, em 1947. Isso foi significativo por ser o primeiro Conselho Mundial realizado fora do Ocidente e expressou ainda mais o desejo de ser um movimento inclusivo e mundial. Também serviu para reunir mulheres que viviam em países que foram inimigos durante a guerra e para conscientizar as YWCAs ocidentais de que a ruína da guerra não se limitava à Europa.
Nas décadas seguintes, a YWCA Mundial dedicou muito tempo à pesquisa e ao trabalho com as questões de refugiados, saúde, HIV e AIDS, alfabetização, direitos humanos de mulheres e meninas, avanço das mulheres e erradicação da pobreza; serviço mútuo, desenvolvimento sustentável e meio ambiente; educação e juventude, paz e desarmamento, e liderança de mulheres jovens. Essas questões continuam a desempenhar um papel fundamental no movimento da YWCA Mundial.
A YWCA está presente em mais de 100 países e inclui entidades nacionais e regionais em oito regiões globais. Muitas YWCAs regionais operam como entidades independentes a nível local e pertencem à organização nacional da YWCA do seu país, como parte de um modelo federado e baseado em membros.
No Reino Unido, a organização mudou seu nome para Plataforma 51 em dezembro de 2010 para refletir a mudança de atitudes e se diferenciar da YMCA, e porque as mulheres e meninas que frequentam a instituição de caridade assim o desejavam. A instituição de caridade, com sua nova marca, mantém afiliações com as organizações nacionais e internacionais que abrigam a YWCA. O nome reflete a proporção feminina da população.

A líder palestina Mira Rizeq foi eleita presidente da YWCA Mundial em 2019 e reeleita em novembro de 2023, com mandato até 2027.